# Escrime aux Jeux olympiques d'été de 1932
Navigation
Amsterdam 1928 Berlin 1936

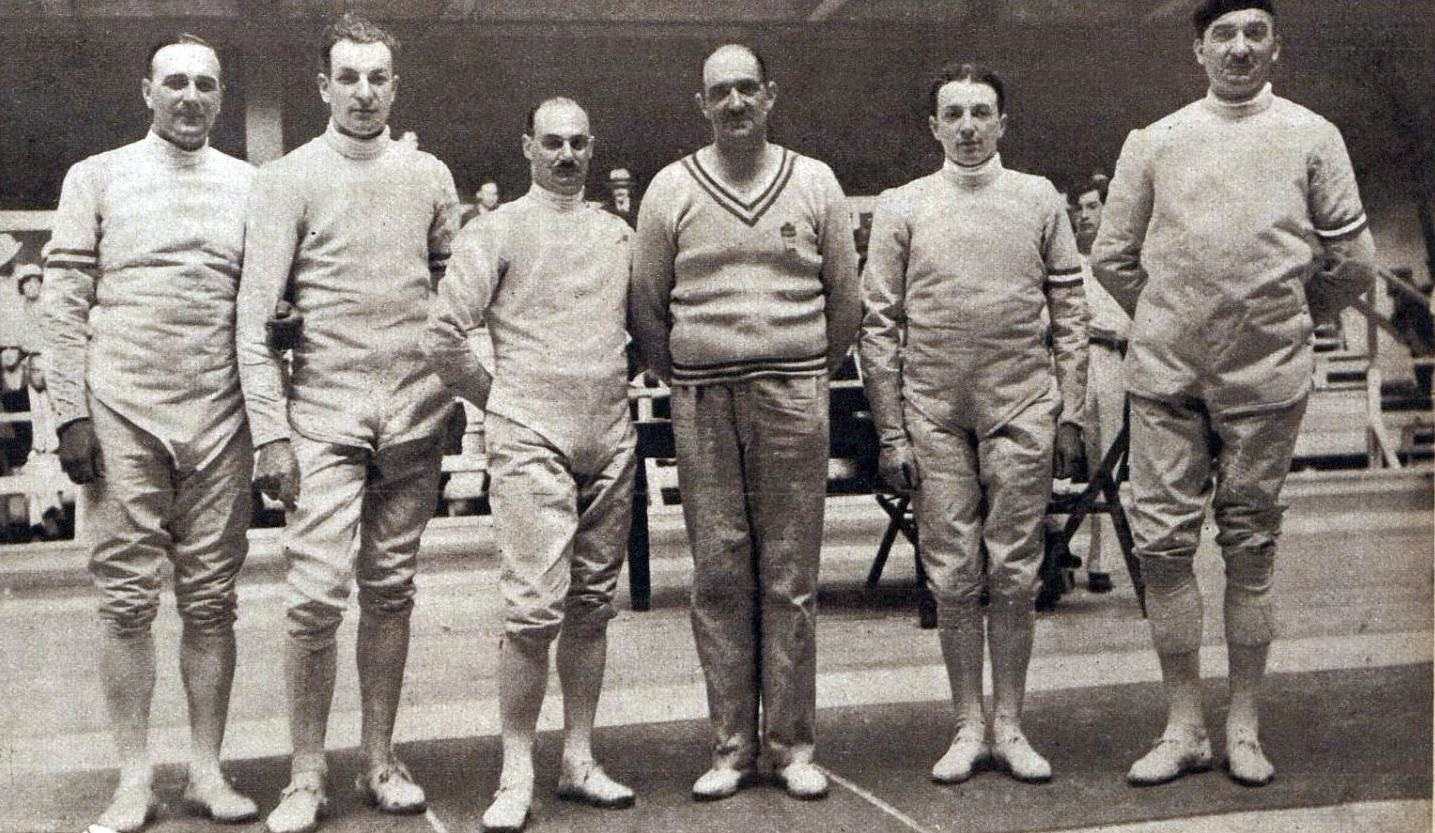
L'équipe de France championne olympique à l'épée en 1932 (G. à D. Buchard, Schmetz, Piot, Cattiau, Joudant et Tainturier).

Les épreuves d’escrime aux Jeux Olympiques de 1932 se sont déroulées à Los Angeles aux États-Unis. 7 épreuves étaient au programme olympique cette année-là.

## Tableau des médailles
| Rang | Nation          | Or | Argent | Bronze | Total |
| ---- | --------------- | -- | ------ | ------ | ----- |
| 1    | Italie          | 2  | 4      | 2      | 8     |
| 2    | France          | 2  | 1      | 0      | 3     |
| 3    | Hongrie         | 2  | 0      | 2      | 4     |
| 4    | Autriche        | 1  | 0      | 0      | 1     |
| 5    | États-Unis      | 0  | 1      | 2      | 3     |
| 6    | Grande-Bretagne | 0  | 1      | 0      | 1     |
| 7    | Pologne         | 0  | 0      | 1      | 1     |

## Résultats

### Podiums masculins
| Épreuves                                | Or | Argent                                                                                                | Bronze |
| --------------------------------------- | --- | --- | --- |
| Épée individuelle résultats détaillés   | Giancarlo Cornaggia Medici                                                                            | Georges Buchard                                                                                       | Carlo Agostoni |
| Épée par équipes résultats détaillés    | France Fernand Jourdant Bernard Schmetz Georges Tainturier Georges Buchard Jean Piot Philippe Cattiau | Italie Saverio Ragno Giancarlo C. Cornaggia-Medici Franco Riccardi Carlo Agostoni Renzo Minoli        | États-Unis George Charles Calnan Gustave Marinius Heiss Frank Stahl Jr. Righeimer Tracy Jaeckel Curtis Charles Shears Miguel de Capriles |
| Fleuret individuel résultats détaillés  | Gustavo Marzi                                                                                         | Joseph L. Levis                                                                                       | Giulio Gaudini |
| Fleuret par équipes résultats détaillés | France Edward Gardère René Bondoux René Bougnol René Lemoine Philippe Cattiau Jean Piot               | Italie Giulio Gaudini Gustavo Marzi Ugo Pignotti Gioacchino Guaragna Rodolfo Terlizzi Giorgio Pessina | États-Unis George Charles Calnan Richard Clarke Steere Joseph L. Levis Dernell Every Hugh Vincent Alessandroni Frank Stahl Jr. Righeimer |
| Sabre individuel résultats détaillés    | György Piller                                                                                         | Giulio Gaudini                                                                                        | Endre Kabos |
| Sabre par équipes résultats détaillés   | Hongrie Endre Kabos Attila Petschauer Ernő Nagy Gyula Glykais György Piller Aladár Gerevich           | Italie Gustavo Marzi Giulio Gaudini Renato Anselmi Emilio Salafia Arturo De Vecchi Ugo Pignotti       | Pologne Tadeusz Friedrich Marian Suski Władysław Dobrowolski Władysław Segda Leszek Lubicz-Nycz Adam Papée                               |

### Podium féminin
| Épreuves                               | Or                 | Argent        | Bronze     |
| -------------------------------------- | ------------------ | ------------- | ---------- |
| Fleuret individuel résultats détaillés | Ellen Müller-Preis | Judy Guinness | Erna Bogen |